# 莫爾斯角
66°15′S 130°10′E / 66.250°S 130.167°E
莫爾斯角（英語：Cape Morse）是南極洲的海岬，位於威爾克斯地，是波珀斯灣入口處的東部，美國海軍在1946年拍攝該海岬的空中照片，現時由南極條約體系管理。